# Saserna
Les Saserna, Sasernae ou Saserne sont deux membres de la famille des Saserna (connus sous les noms de Hostilius Saserna) et sont les auteurs d’un traité en latin sur l’agriculture publié entre -146 et -57. Ils font partie de la plus ancienne tradition agronome latine avec Caton l'Ancien. Leur travail était profondément estimé par leurs principaux successeurs, tels Columelle, Pline l’Ancien et Varron.

## Histoire
Le traité original est perdu mais nous en connaissons des aspects grâce aux citations et à l’utilisation qu’en on fait les écrivains postérieurs. 
Leur livre contenait des considérations plus larges que l'agriculture, comme les remèdes traditionnels plus ou moins magiques, ou la recette pour fidéliser un chien en lui donnant une grenouille cuite à l'eau.
Ils furent notamment les premiers à essayer d’estimer la force de travail nécessaire à l’exploitation d’une surface donnée : soit un homme pour huit jugères (environ deux hectares) et deux attelages de bœufs pour deux cents jugères (environ cent hectares). Varron critiqua leur travail au motif qu’ils n’avaient pas tenu compte des disparités climatiques entre les régions.
Ils étaient partisans de la culture de la vigne, déconseillant de l'associer aux arbres, donnant des préconisations sur l'orientation du vignoble et les techniques de marcottage.
Ils constataient l'adoucissement du climat sur un long laps de temps, constaté par l'extension de la culture de la vigne et de l'olivier, qu'ils expliquaient par la théorie d'Hipparque de déplacement des pôles. 